# Deutscher (Vierteiler)
Deutscher ist ein vierteiliger deutscher Fernsehfilm, der am 25. April 2020 in der ZDF-Mediathek veröffentlicht und am 28. und 29. April 2020 bei ZDFneo ausgestrahlt wurde. Er schildert, welche konkreten, alltäglichen Folgen es für die Menschen haben könnte, wenn eine rechtspopulistische Partei plötzlich das Land regieren würde.

## Handlung
Teil 1: Tage wie diese
Die Schneiders und die Pielckes sind seit Jahren Nachbarn in einer Einfamilienhaus-Siedlung. Die Söhne der Familien, beides Einzelkinder, gehen in dieselbe Schule und sind miteinander befreundet. Die Erwachsenen haben nicht viel miteinander zu tun, helfen sich aber gegenseitig nachbarschaftlich.
Als am Wahlabend der Sieg einer rechtspopulistischen Partei und damit die Machtübergabe an sie feststeht, sind die Schneiders verstört, während Ehepaar Pielcke feiert.
Eva Schneider und ihr Kollege Burak geraten in einen Autounfall. Burak wird von den Unfallgegnern erst rassistisch beleidigt und dann krankenhausreif geschlagen. Das Imbisslokal von Cansus Vater wird nachts in Brand gesteckt.
Teil 2: Die Wolken ziehen
Emrah bedroht Marvin Pielcke in der Schule mit einem Messer, weil er ihn verdächtigt, etwas mit dem Brandanschlag zu tun zu haben.
Marvins Vater Frank Pielcke hätte gern ein eigenes Ladenlokal in der Innenstadt. Der rechts gesinnte Günter Kellenburg unterstützt ihn bei der Immobiliensuche. Doch seine Frau Ulrike hat Zweifel an der finanziellen Machbarkeit. Frank hofft, dass Kellenburgs kräftig gebauter Sohn Olaf und dessen Freunde Marvin vor Emrah beschützen können.
Die Apothekerin Becker entlässt Burak. Eva Schneider setzt sich für ihn ein, doch Becker lässt sie abblitzen. Derweil entbrennt in der Lehrerkonferenz eine Diskussion über getrennten Unterricht von „muslimischen“ und „deutschen“ Schülern. Marvin wird in der Schule verdächtigt, Kontakt zu der Person zu haben, die den Imbiss angezündet hat, doch er schweigt. Das treibt einen Keil zwischen David Schneider und Cansu.
Als Burak die Apothekerin nach der Entlassung wegen Diskriminierung verklagen will, bittet sie Eva, mit Burak zu sprechen. Eva aber nennt ihr Verhalten rassistisch und kündigt.
Als Marvin lange nach Schulschluss nicht heimkommt und niemand weiß, wo er sich befindet, kocht die Stimmung bei Schneiders und Pielckes hoch. Schneiders glauben, dass Pielckes Sohn Marvin mit den Brandstiftern in Verbindung steht. Da taucht Marvin blutüberströmt zu Hause auf. Cansus Bruder wird von der Polizei festgenommen.
Teil 3: Was morgen ist
Frank feiert Geburtstag. Auch die Schneiders erscheinen auf dem Gartenfest. Eva, inzwischen im siebten Monat schwanger, glaubt, in einem Angestellten Kellenburgs einen der Männer wiederzuerkennen, die sie und Burak zusammengeschlagen haben.
Olaf, mittlerweile Lehrling in der Firma Pielcke, meldet sich mit falschem ärztlichem Attest krank, nachdem Frank sein herablassendes Verhalten gegenüber einer türkischen Kundin scharf kritisiert hatte. Statt zur Arbeit zu gehen, macht er Kraftsport zusammen mit Marvin, der ihn deckt.
Die Medien berichten über die Maßnahmen der neuen Regierung. An der Schule eskaliert die Gewalt unter den Schülern. Während die Mehrheit der Lehrer nun einem getrennten Unterricht zwischen muslimischen und nichtmuslimischen Schülern zustimmt, ist Christoph Schneider weiterhin dagegen. Die Schülerschaft nimmt die Entscheidung hin. Burak berichtet von häufiger werdenden ausländerfeindlichen Diskriminierungen im Alltag.
Eva besucht Ulrike und spricht sie auf Kellenburg und dessen Mitarbeiter an, den sie auf der Gartenparty wiedererkannt zu haben glaubt. Sie nennt ihn einen Nazi. Ulrike reagiert gereizt und bittet Eva, wieder zu gehen. Eva informiert Burak über ihren Verdacht. Daraufhin konfrontiert er Kellenburg damit. Später steht Burak plötzlich blutend an Schneiders Haustür. Pielckes beobachten den Vorfall und informieren die Polizei. Burak wird verhaftet.
Teil 4: Das alles und noch viel mehr
Cansu kommt nicht zu einer Verabredung mit David. Er macht sich Sorgen um sie. Christoph muss zur Schuldirektorin, nachdem er vor seinen Schülern klargemacht hatte, dass er die neue Regierung für undemokratisch hält. Die Direktorin bittet ihn um Diskretion. In der Folge wird Christoph die Politik-AG entzogen. Kollege Poethen, der den Ideen der neuen Regierung sehr nahesteht und sich wohl über Christoph beschwert hatte, wird neuer Leiter der AG.
Kellenburg liegt nach dem Handgemenge mit Burak schwerverletzt im Krankenhaus. Frank steht voll hinter Kellenburg, während Ulrike dessen aggressive Grundeinstellung kritisiert. Frank beleidigt Burak als „Kanaken“ und gerät darüber mit seiner Frau in Streit. Frank holt Kellenburg, dem er seinen beruflichen Erfolg zu verdanken hat, aus dem Krankenhaus ab. Nebenbei bekommt Kellenburg mit, wie sein Sohn Olaf sich krank stellt, um nicht arbeiten zu müssen. Daheim schlägt und beschimpft er Olaf deshalb.
Ulrike nennt den Schneiders nun doch den Namen des mutmaßlichen Schlägers. Doch Eva hält die Weiterverfolgung dieser Sache mittlerweile für sinnlos. Christoph dagegen sieht hier eine Situation, in der man Zivilcourage zeigen muss. Pielckes mischen sich in die Diskussion ein. Ulrike ist bereit, die beiden zur Polizei zu begleiten.
Währenddessen fährt Marvin mit Frank und David zu Kellenburgs Waldhütte, um nach Cansu zu suchen. Dort treffen sie auf Olaf. Marvin gesteht, dass er von Olaf und dessen Freunden, also nicht von Cansus Bruder, verprügelt und unter Druck gesetzt worden war. Er bezichtigt Olaf der Brandstiftung. David befreit Cansu aus der Hütte. Olaf flieht. Bei der Verfolgung wird Marvin von einem Auto angefahren. Am Abend erwacht Marvin aus seiner Bewusstlosigkeit. Beide Familien haben sich um sein Krankenbett versammelt.

## Rezeption
Der dystopische Vierteiler, in dem die Folgen der Machtübernahme einer rechtspopulistischen Partei in Deutschland gezeichnet werden, löste Kontroversen aus. Die Rezensionen fielen gemischt aus:
Der Fernsehkritiker Rainer Tittelbach schreibt, Deutscher erzähle nicht nur von kontroversen politischen Haltungen und Überzeugungen, sondern auch von Vorurteilen, die es auf beiden Seiten gebe, und von den Möglichkeiten, vielleicht doch eine gemeinsame Basis zu finden. Denn die Protagonisten seien weder mit den radikalen Rechten der Politik gleichzusetzen noch seien sie sozial abgehängt. Sie versprächen sich schlicht Vorteile von der neuen Regierung und seien bereit, „für den sozialen Aufstieg auf ein bisschen Menschlichkeit und Moral zu verzichten“. Es werde gezeigt, wie sich auf beiden Seiten Sprache und damit das Denken schleichend veränderten. „Klasse Schauspieler“ vermittelten „das ‚Was-wäre-wenn‘-Szenario angenehm unaufgeregt“.
In der Kritik der Frankfurter Rundschau wird Deutscher als „krampfhaft gewollte Serie über Rechtsruck in Deutschland“ bezeichnet. Sie habe „keinerlei Sinn für Zwischentöne“ und könne die Komplexität überhaupt nicht abbilden, „mit der sich die Gesellschaft beim Wiedererstarken der Rechten in den letzten Jahren auseinandersetzen muss“.
Carsten Heidböhmer vom Stern nannte Deutscher „Fernsehen mit dem Holzhammer“. Die Erzählweise sei „holzschnittartig“, der Ansatz wirke im Jahr 2020 verstaubt. Dennoch seien die Szenen großartig, die zeigen, „wie das schleichende Gift des Hasses und des Rassismus langsam in die Gesellschaft einsickert und alle persönlichen Beziehungen vergiftet“.

## Verweise
- Deutscher bei IMDb
- Deutscher auf zdf.de